# じじぬき
- 藤子不二雄（読切） > 藤子・F・不二雄（著作） > SF短編 > 一覧 > じじぬき

「じじぬき」は、藤子不二雄名義で発表された読み切り漫画作品。藤本弘（のちの藤子・F・不二雄）による単独執筆作。『ビッグコミック』1970年（昭和45年）12月25日号に掲載された。藤本が1969年に大人向けの短編漫画を描き始めた翌年の作品で、老人問題が描かれている。
1977年に単行本に収録される際に加筆・修正が行われた。

## あらすじ
序盤
頑固な老人・穴黒厳三は同居する息子夫婦と孫から邪険に扱われていた。厳三自身もその姿勢を崩さず、邪険にされればされるほど頑なになり、家族との溝は深まる一方だった。ある日、孫の孝夫から心身の健康の為にと釣りに行くことを勧められ、孫の気遣いを喜びつつ出掛ける厳三だったが直後に雨に降られて帰宅する。すると、釣りを勧めた孝夫が友人達を呼んで厳三の部屋で勝手に寛いでいた。厳三は激怒して孝夫の友人を追い返し、それによって息子の妻との口論が起こる。息子にすら「大人げないところがあった」と指摘された厳三は当てつけのように土砂降りの中を釣りに出掛け、肺炎を起こして死亡する。
中盤
寿命なら仕方ないと自身の死を受け入れた厳三だが、実は先立った妻が厳三を哀れんで天国の戸籍係に厳三の死亡予定日を繰り上げるように頼んでいたのだった。一時は憤ったもののすぐに和解し、厳三は天国にて夫婦で穏やかに過ごす。下界を覗けるテレビで自分の通夜の様子を見てみると、家族や友人は自分の死を嘆き悲しんでおり、生前の行いを悔いてはもっと大切にすべきだったと後悔していた。残された家族や友人を哀れんだ厳三は下界に戻り、天寿を全うするまで生きることを決意。戸籍係の制止を振り切って生き返る。家族は仰天しつつも喜びを以って厳三を迎えた。
終盤
しかし一ヶ月後、厳三の立場は元に戻っていた。家族には疎まれ、自身も前以上に頑固になっていた。そして唯一可愛がっていた孫娘が、厳三をトランプのじじぬきに誘ったたことで不満は爆発。息子に今までの養育費や学資の全てを請求し、払えなければ訴訟を起こすと主張した。
結末
狂気の中、高笑いをする厳三だったが、気が付くとそこは天国の戸籍係の前だった。生き返ってからの出来事は全て戸籍係が見せた予見夢だったのだ。厳三は生き返りを取りやめ、妻と共に戸籍係を後にする。外界では家族が墓参りをしており、息子の妻が子供たちに「おじいちゃんがおよろこびになるようないい子になるのよ」と言っていた。

## 登場人物
穴黒厳三（ガンさん）
主人公。頭部は剥げており、白い口ひげをたくわえている。典型的な頑固老人。雨にも関わらず釣りに出かけたために肺炎で死亡する。
息子
厳三と同居している。
息子の妻
頑固な厳三と折り合いが悪く、わざとらしく厳三の席を用意しなかったり、厳三の神経を逆撫でするようなテレビ番組の内容を厳三に聞かせようとするなど、厳三を邪険に扱う。
孝夫
厳三の孫。自室は常に散らかっており、厳三の叱責を受ける。
孫娘
孝夫の妹。外見は『パーマン』に登場するガン子（須羽がん子）に酷似しており、スター・システムであると思われる。祖父のことは邪険にしておらず、家族の中でも唯一、祖父から可愛がられているが、（他意は無く）じじ抜きに誘った事で厳三と家族の決裂のきっかけを作る。
穴黒次郎
厳三の息子。厳三と同居する息子の弟。九州に住む。厳三曰く「昔からわんぱくだが親思い」で、厳三を引き取ろうと考えていた。
小東勇之助（ユウさん）
厳三の大学以来の友人。
厳三の妻
故人。家族から邪険に扱われる厳三を不憫に思い、天国の戸籍係に厳三の死亡予定日を繰り上げるように頼んだ。作中では厳三から「ばあさん」と呼ばれる。
戸籍係
厳三没後、天国に於いて源三の死後の処遇を扱う。

## 単行本
- 藤子不二雄異色短編集〈1〉ミノタウロスの皿
- 藤子不二雄SF全短篇 (第1巻) カンビュセスの籤
- 藤子・F・不二雄 SF短編集PERFECT版 1巻
- 藤子・F・不二雄大全集 SF・異色短編（1）